# Sangalopsis velutina
Sangalopsis velutina là một loài bướm đêm trong họ Geometridae.